# Ramaria rufescens
Ramaria rufescens är en svampart som tillhör divisionen basidiesvampar, och som först beskrevs av Schaeff., och fick sitt nu gällande namn av Edred John Henry Corner 1950. Ramaria rufescens ingår i släktet Ramaria, och familjen Ramariaceae. Enligt den svenska rödlistan är arten sårbar i Sverige. Arten förekommer i Övre Norrland. Artens livsmiljö är skogslandskap.